# 흡혈귀

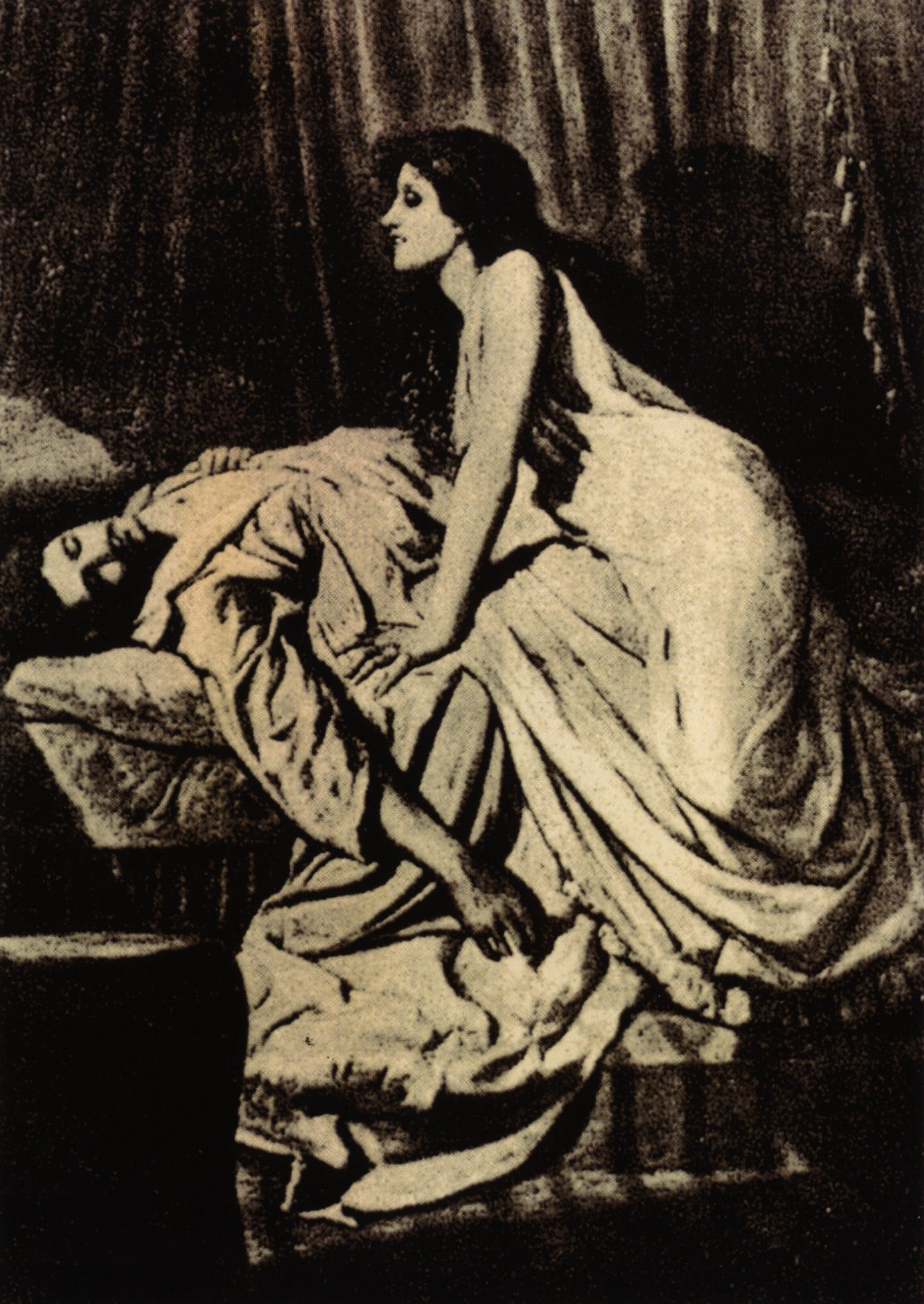
1897년, 필립 브루네-존스.

흡혈귀(吸血鬼)는 민속 또는 신화에서 생물의 정기(일반적으로 혈액의 형태)를 빨아먹는 존재이다. 유럽의 뱀파이어(Vampire), 아라비아의 구울, 중국의 강시 등 다양한 문화에서 흡혈귀의 존재가 선사 시대부터 전래되어 왔지만 "뱀파이어"라는 단어는 15세기 초까지 대중화되지 않았고, 발칸반도와 동유럽의 흡혈귀 미신이 서유럽으로 유입되고 나서 부르기 시작되었으며, 그리스에서는 보로라카스(βρυκόλακας), 루마니아에서는 스트리고이(strigoi) 등 다양한 명칭으로 알려져 있었다. 유럽의 흡혈귀 미신이 집단 히스테리 수준으로 발전하여 실제로 시체처럼 걷는 사람들을 뱀파이어리즘(vampirism)으로 신고하기도 하였다.
발칸반도와 동유럽 민속에서 흡혈귀는 거의 인간부터 배가 부풀러 오른 시체까지 다양한 모양을 가지고 있었지만, 기독교 교회에서 흡혈귀 소설로 처음 현대 흡혈귀 해석을 성공시켰고, 존 윌리엄 폴리돌리(John William Polidori)의 1819년 소설 《뱀파이어》(The Vampyre)는 현대의 카리스마와 세련된 흡혈귀 모습의 원형을 구축했다. 19세기에 가장 영향력있는 흡혈귀 작품은 《드라큘라》와 《바니 더 뱀파이어》(Varney the Vampire)이다. 폴리돌리의 뱀파이어는 1819년 출간된 《더 베리얼: 어 프레그먼트》(The Burial: A Fragment)로 알려진 조지 고든 바이얼의 《소설의 조각》(Fragment of a Novel)을 기반으로 했다.
그러나, 브램 스토커의 1897년 소설 《드라큘라》는 현대적 흡혈귀 소설의 원형을 제공한 전형적인 뱀파이어 소설(vampire literature)이다. 소설 드라큘라는 늑대인간 신화와 이와 비슷한 악마 전설, "시대의 불안한 목소리", 빅토리아 시대 가부장제를 그려냈다. 이 소설은 하나의 독특한 "뱀파이어" 장르를 만들어내 책, 영화, 비디오 게임, TV 프로그램 등으로 파생시켰고 21세기 현재까지 계속해서 이어지고 있다. 뱀파이어 호러 장르에서 뱀파이어는 《수잔 셀러》(Susan Sellers)와 같이 현대의 뱀파이어 신화를 "악몽의 환상과 비교되는 안전"이 지배적인 인물이다.

## 어원
영어에서 뱀파이어라는 단어는 옥스포드 영어사전 2판에서 1734년에 처음 나타났다고 수록되었고 1745년 헤레이언 미셀레니(Harleian Miscellany) 출판사가 출간한 《세 영국 신사 이야기》(Travels of Three English Gentlemen)라는 책에 "뱀파이어"라는 단어가 나오며 출판물에서 처음 등장하였다. 그러나, "뱀파이어"라는 말은 "vampyre"라는 말의 형태에서 찾을 수 있었다. 한 예로, 1732년 3월 11일 런던 학회지에서 아놀드 파올레(Arnold Paole)는 헝가리의 "vampyre"(실제로는 세르비아 북부)에서 피를 빨며 살아가는 존재에 대한 논문에서 처음 이 말이 등장하였다. 뱀파이어라는 단어는 이미 초기 프랑스어와 독일어 문학에서 나오기 시작했다. 1718년 파사로비츠 조약(Treaty of Passarowitz)으로 오스트리아 왕국이 세르비아 북부와 올테니아를 점령한 이후 행정 당국은 이 지역에서의 시체를 파내는 것과 "뱀파이어 살인"에 대한 문제를 언급했다. 1725년부터 1732년 사이의 이 보고서는 광범위한 홍보를 받았다.
영어의 뱀파이어(아마 프랑스어의 "vampyre"에서 유추)라는 단어는 독일어의 "Vampir"에서 파생되었으며 이 단어는 다시 18세기 아놀드 파올레가 오스트리아 제국으로부터 세르비아의 뱀파이어 사칭 사건 기간 동안 세르비아어 вампир(vampir)라는 단어에서 파생되었다.
세르비아어의 형태는 모든 슬라브어파 언어와의 공통점이 발견된다. 불가리아어와 마케도니아어의 вампир (vampir), 크로아티아어의 vampir, 체코어와 슬로바키아어의 upír, 폴란드어의 wąpierz, (그리고 아마도 동슬라브어군 영향의) upiór, 우크라이나어의 упир (upyr'), 러시아어의 упырь (upyr'), 벨라루스어의 упыр (upyr), 고대 동슬라브어군의 упирь (upir')가 있다.(이 언어의 대부분은 이후 영어에서 vampir/wampir의 발음 형식을 빌린다. 이러한 원래 현지어와는 별개이다.) 정확한 어원은 확실하지 않다. 현재는 원슬라브어(proto-Slavic language)의 *ǫpyrь나 ǫpirь일 것이라고 추측하고 있다. 또 다른 소규모 이론으로는 슬라브어가 튀르크어족의 "witch"라는 용어(타타르어의 "ubyr")를 차용했다는 설도 있다.
체코 언어학자인 바츨라프 마첵은 슬로바키아어 동사인 "vrepiť sa"(계속하다, 찔러 넣다) 또는 가상의 철자인 "vperiť sa"(체코어로 "vpeřit"는 폭력적으로 찌르기를 의미)를 어원의 배경으로 제안한 "누군가에게 물린 사람"을 뜻하는 "upír"라는 말이 차용되었다는 설을 제기했다.
고대 동슬라브파 언어의 초기 사용은 11-13세기의 다양한 날짜로 추정되는 반이교도적 논문인 "성 그레고리의 말씀"에서 "upyri"의 이교도적 숭배에 대해 언급했다.

## 성서의 기록
레위기 17장 14절에 따르면 "너희는 어떤 생물의 피도 먹지 마라. 피는 곧 모든 생물의 생명이다. 그것을 먹는 사람은 겨레 가운데서 추방하리라"라고 말하고 있다.

## 실존 흡혈귀
1725년 헝가리 농부인 페테르 플로고요비츠(en:Petar Blagojevich)가 사망한후, 흡혈귀가 되어 키실로바라는 작은 마을에서 9명을 살해한 사건이 발생했다. 그가 실제로 흡혈귀가 되었는지는 확실하지 않다.

## 민간전승의 흡혈귀

### 유럽의 흡혈귀 전승(계승)
유럽의 흡혈귀 전승의 대부분은 발칸반도의 슬라브 민족 지역에 퍼져있지만, 전승 그 자체는 거의 전 유럽 국토에 존재하며, 아나톨리아반도와 보르가강 연안 지역에서까지 확인할 수 있다.
슬라브 민족은 4세기경부터 흡혈귀의 존재를 믿었다. 슬라브 민화에 따르면, 흡혈귀는 생피를 마시며 은을 무서워한다고(다만 은으로 죽일 수는 없다) 여겨졌다. 또 목을 절단해 시체의 다리 사이에 두거나 심장에 나무로 만든 말뚝을 박으면 흡혈귀를 없앨 수 있다고 생각했다.
오늘날 흔히 사람들이 떠올리는 흡혈귀는 고대 루마니아 전설의 영향을 많이 받은 것이다. 고대 루마니아는 예부터 여러 가지 종교나 문화가 서로 뒤섞이는 과정을 경험했다. 다른 종교와 문화간의 격차, 다른 지역에서 온 유민들과 같이 들어온 역병의 확산으로 의한 대량 죽음 등에 대한 대답으로서 흡혈귀 전승이 태어났다고 추정된다. 루마니아 민화에서는 흡혈귀에게 죽임을 당한 사람은 흡혈귀로 부활하게 되어 있어 어떠한 방법으로 소멸될 때까지 새로운 흡혈귀를 증식시키게 된다. 이 때까지만 해도 흡혈귀는 지성이 없는 짐승과 같은 악마로서 다루어지고 있었다.
로마 가톨릭 지역에서의 흡혈귀 전승은 12세기경부터 급격하게 소멸하기 시작했으며, 이후 밤에만 활동하는 죽은 사람에 대한 전승은 육체성을 전혀 갖고 있지 않은 것, 곧 유령과 같은 존재로 변했다. 예수 그리스도의 부활을 중시하는 로마 가톨릭으로서는 예수 이외의 죽은 사람의 부활을 허용할 수 없었던 것이다. 또한, 동유럽에서의 흡혈귀 전승은 늑대인간이나 마녀 등의 전승과 융합되어 구별이 어려운 경우가 있다.
영원한 젊음이나 강력한 힘을 소유한 흡혈귀상은 빅토리아 시대에 들어서면서부터이다. 현대 흡혈귀의 상당수는 불로불사로 지성적이며 신비로운 힘을 소유한 존재로서 그려진다. 또한 안개나 늑대, 박쥐 등으로 변신할 수 있다고 여겨진다. 다른 사람의 마음을 빼앗아 지배하는 경우도 있으며, 영혼을 갖고 있지 않기 때문에 거울에 그 모습이 비치지 않는다고 여겨진다.

### 흡혈귀 퇴치
흡혈귀의 존재를 믿고 있던 사람들에게 있어서 흡혈귀는 현실적인 위협이었으며, 특히 농촌 등에 불가사의한 사건이 발생했을 때 흡혈귀 퇴치가 많이 행해졌다. 이러한 행위는 20세기가 되고 나서도 행해졌었다는 사실이 최근 자료에 의해 확인되었다.
구체적인 퇴치 방법으로는 심장에 말뚝을 박기, 불에 태워 재를 강에 버리기, 은으로 만든 무기나 성서를 새긴 무기로 공격하기 등 다양한 방법이 있다. 그 밖에도 시체를 성수나 포도주로 씻기, 주문 등을 이용해 주전자 등에 봉인하기 등의 방법이 취해지기도 했다. 살아 있는 인간이 흡혈귀로서 처형된 예는 극히 드물며, 대부분 시체를 상대로 이와 같은 행위가 자행되었다.
또, 흡혈귀를 발견해 퇴치하는 특수 능력을 가진 인간이 있다고도 믿어졌으며 실제로 흡혈귀 퇴치를 직업 혹은 부업으로 삼고 있던 사람도 존재했다.
하지만 일반적으로 흡혈귀 퇴치는 죽은 사람의 시신을 훼손하는 부도덕한 행위로 간주되었으므로, 흡혈귀 퇴치 금지령이 자주 반포되었으며, 적어도 근세 이후로는 흡혈귀의 존재는 지식인 계급 사이에서는 실존하는 존재라고 받아들여지지 않았다. 다만 농촌 같은 곳에서는 농민의 반발을 두려워한 지방 영주 등이 흡혈귀 퇴치를 묵인하는 경우가 드물지 않았기에, 금지령은 대부분 무시 당하였다.
또한 이러한 전설도 있다. 본래 흡혈귀란 어떤 지옥의 한 종류에서 나왔으며 정확히는 흡혈귀라 부를 수 없는 것들에서 만들어졌다. 하얀 뱀, 즉 공작 칭호를 갖고 있었던 한 악마를 중심으로 라미아들이 형성됐다. 인간의 상반신과 뱀의 하반심을 갖고 있던 이들은 제 1 변이체라 불리며 소돔 땅에서 소르세리어, 즉 영매술사들을 이용하여 번식하였다. 이들의 자손들은 두 번째 변이체로 활동했으며 소돔과 고모라가 멸망했을 때 지옥으로 내려왔다고 한다. 세르베스의 개가 그들 다수를 잡아 먹었다고 하여 개와 표범의 족속은 뱀들을 죽일 수 있다고 알려지게 되었다.
라미아들은 판,즉 염소들의 땅으로 갔고, 나머지들은 릴리트의 땅으로 갔으나 비애의 강에 떨어진다. (아스모디가 염소와 뱀의 족속이었기 때문이다.) 그러나 다른 이들의 도움으로 그들은 사막에 머무르게 된다. 그들은 사람들을 이용해 제 4 변이체를 만들어 낸다. 마녀들을 이용하여 인간을 망가뜨리는 방법이다. 이들은 북남미 지역에서 숭배되기도 했던 좀비 라고 할 수 있는 것들이다. 그들은 계약에 의존한 자들이 아니거나 파기되어 의식을 잃은 사람들이다. 다른 종족은 계약을 매개로 영원을 얻은 자들인데 그들은 육신으로는 죽었으나 군대를 형성하여 악마의 일원이 된 자들이다.
그들 중에는 주인, 또는 특권층들이 있었다. 뱀들이 그들에 의해 이익을 얻게 되자 일부 권력을 나누어 줬다 물론 뱀파이어들은 눈에 보이지 않는다. 영혼이기 때문이다. 그들은 판탈레스(표범), 라미아(뱀), 크로우(까마귀), 소르비스(개) 등으로 나뉜다. (블러드 코드 역사서에서 발췌)

## 현대 흡혈귀의 이미지
여러 가지 전승이 전해 내려오기 때문에 흡혈귀의 모습도 천차만별이지만, 브램 스토커의 소설 《드라큘라》가 큰 인기를 얻자, 이 소설을 원작으로 영화가 다수 만들어졌다. 드라큘라는 현대 흡혈귀의 이미지에 강한 영향을 미치고 있다.
일반적으로 현대 사람들이 생각하는 흡혈귀의 대략적인 특징은 다음과 같다.
- 연미복 혹은 연미복에 비단 모자를 쓰고 있고, 옷깃이 선 검은 망토를 걸친 고전적인 유럽 귀족의 모습이 가장 유명하다.
- 붉은 와인이나 장미가 피를 비유하는 것으로 이용되는 경우가 많다.
- 햇빛에 닿으면 재가 되어 버린다.(기화해 버린다.)
- 말뚝을 심장에 박으면 소멸한다.
- 은제 무기나 축복세례를 받은 무기를 사용하면 흡혈귀에게 손상을 입힐 수 있다(은제 이외의 무기로는 손상시킬 수 없다).
- 십자가와 마늘에 약하다.
- 송곳니가 크고 날카롭다.
- 강 등 흐르는 물 위를 넘어갈 수 없다.
- 영혼이 없기 때문에 거울에 모습이 비치지 않는다.
- 박쥐, 늑대, 안개 등으로 변신할 수 있다.
- 흡혈귀에게 피를 빨려 죽은 사람이나 흡혈귀의 혈액이 체내에 들어간 사람은 흡혈귀가 된다.
- 이른바 시조 혹은 오리지널이라고 불리는 최초의 흡혈귀는 감염에 의해 흡혈귀가 된 자보다 더 강한 경우가 많다.

## 픽션 모티브로서의 흡혈귀
18세기 이후, 동유럽의 많은 흡혈귀 전승 및 사건이 서유럽에 전해지기 시작한다. 이러한 전승이나 사건은 이미 저격화된 출판물의 반포에 의해 일반 시민들 사이에서도 유행하였다. 흡혈귀의 빈번한 활동이 보고된 17세기부터 18세기 사이에는 아직도 의학이 충분히 발달해있지 못했고, 역병이나 미신이 횡행하는 시대이기도 했다. 그 때문에 갑작스런 죽음, 강경증이나 가사 상태에서의 소생 등이 전승화되었다. 이러한 전승이나 사건 중에는 사실인 것도 있지만, 현대의 괴담이나 유령 이야기와 같이 신용성을 충분히 갖고 있지 못한 것이 허다하다.
문학적 모티프로서의 흡혈귀는 바이론의 주치의 포리드리의 작품인 《Vinpire》가 시초이며, 브램 스토커의 블라드 체페슈를 모델로 삼은 드라큘라가 대반향을 불러 일으키면서, 드라큘라를 원작으로 하는 유니버설 영화 등의 영상화에 의해 그 이미지를 확립하게 된다. 이 밖에 카 밀라, 노스페라투 등이 고유명사로서 유명하다. 피로 목욕을 한 에르제베트 바토리나 질 드 레도 흡혈귀의 모티프로서 사용되는 실존 인물이다.
종래의 호러 문학의 소재로서 다루어져 온 흡혈귀에게 비극적인 이미지가 더해진 것은 앤 라이스의 《뱀파이어의 인터뷰》 이후이며, 호러에서부터 코미디까지 다양한 장르에서 등장하면서, 오늘날에도 흡혈귀 문학의 계보는 확대를 계속하고 있다. 또, 흡혈귀의 속성이 픽션으로서의 좀비와 강시상을 성립하는 데에도 많은 영향을 주었다.

## 같이 보기
- 드라큘라
- 흡혈귀를 소재로 한 작품 일람
- 흡혈동물
- 벨라 루고시
- 크리스토퍼 리
- 담피르

마시 브라운 흡혈귀 사건(영어)

## 참고 자료
- Barber, Paul (1988). 《Vampires, Burial and Death: Folklore and Reality》. New York: Yale University Press. ISBN 0-300-04126-8.
- Bunson, Matthew (1993). 《The Vampire Encyclopedia》. London: Thames & Hudson. ISBN 0-500-27748-6.
- (독일어) Burkhardt, Dagmar (1966). 〈Vampirglaube und Vampirsage auf dem Balkan〉. 《Beiträge zur Südosteuropa-Forschung: Anlässlich des I. Internationalen Balkanologenkongresses in Sofia 26. VIII.-1. IX. 1966》. Munich: Rudolf Trofenik. OCLC 1475919.
- Cohen, Daniel (1989). 《Encyclopedia of Monsters: Bigfoot, Chinese Wildman, Nessie, Sea Ape, Werewolf and many more...》. London: Michael O'Mara Books Ltd. ISBN 0-948397-94-2.
- (프랑스어) Créméné, Adrien (1981). 《La mythologie du vampire en Roumanie》. Monaco: Rocher. ISBN 2-268-00095-8.
- (프랑스어) Faivre, Antoine (1962). 《Les Vampires. Essai historique, critique et littéraire》. Paris: Eric Losfeld. OCLC 6139817.
- (프랑스어) Féval, Paul (1851–1852). 《Les tribunaux secrets : ouvrage historique》. Paris: E. et V. Penaud frères.
- Frayling, Christopher (1991). 《Vampyres, Lord Byron to Count Dracula》. London: Faber. ISBN 0-571-16792-6.
- Hoyt, Olga (1984). 〈The Monk's Investigation〉. 《Lust for Blood: The Consuming Story of Vampires》. Chelsea: Scarborough House. ISBN 0-8128-8511-2.
- (이탈리아어) Introvigne, Massimo (1997). 《La stirpe di Dracula: Indagine sul vampirismo dall'antichità ai nostri giorni》. Milan: Mondadori. ISBN 88-04-42735-3.
- Hurwitz, Siegmund (1992) [1980].  Gela Jacobson (trans.), 편집. 《Lilith, the First Eve: Historical and Psychological Aspects of the Dark Feminine》. Einsiedeln, Switzerland: Daimon Verlag. ISBN 3-85630-522-X.
- Jennings, Lee Byron (2004) [1986]. 〈An Early German Vampire Tale: Wilhelm Waiblinger's 'Olura'〉.   Reinhard Breymayer and Hartmut Froeschle (eds.). 《In dem milden und glücklichen Schwaben und in der Neuen Welt: Beiträge zur Goethezeit》. Stuttgart: Akademischer Verlag Stuttgart. 295–306쪽. ISBN 3-88099-428-5.
- Jones, Ernest (1931). 〈The Vampire〉. 《On the Nightmare》. London: Hogarth Press and Institute of Psycho-Analysis. ISBN 0-394-54835-3. OCLC 2382718.
- Marigny, Jean (1993). 《Vampires: The World of the Undead》. London: Thames & Hudson. ISBN 0-500-30041-0.
- McNally, Raymond T. (1983). 《Dracula Was a Woman》. McGraw Hill. ISBN 0-07-045671-2.
- Schwartz, Howard (1988). 《Lilith's Cave: Jewish tales of the supernatural》. San Francisco: Harper & Row. ISBN 0-06-250779-6.
- Skal, David J. (1993). 《The Monster Show: A Cultural History of Horror》. New York: Penguin. ISBN 0-14-024002-0.
- Skal, David J. (1996). 《V is for Vampire》. New York: Plume. ISBN 0-452-27173-8.
- Silver, Alain; James Ursini (1993). 《The Vampire Film: From Nosferatu to Bram Stoker's Dracula》. New York: Limelight. ISBN 0-87910-170-9.
- Summers, Montague (2005) [1928]. 《Vampires and Vampirism》. Mineola, NY: Dover. ISBN 0-486-43996-8. (Originally published as The Vampire: His Kith and Kin)
- Summers, Montague (1996) [1929]. 《The Vampire in Europe》. Gramercy Books: New York. ISBN 0-517-14989-3. (also published as The Vampire in Lore and Legend, ISBN 0-486-41942-8)
- (세르비아어) Vuković, Milan T. (2004). 《Народни обичаји, веровања и пословице код Срба》. Belgrade: Сазвежђа. ISBN 86-83699-08-0.
- Wilson, Katharina M (1985년). “The History of the Word "Vampire"”. 《Journal of the History of Ideas》 46: 577–583. doi:10.2307/2709546. JSTOR 2709546.
- Wright, Dudley (1973) [1914]. 《The Book of Vampires》. New York: Causeway Books. ISBN 0-88356-007-0. (Originally published as Vampire and Vampirism; also published as The History of Vampires)

### 미디어
- MBC 신비한 TV 서프라이즈 익스트림 서프라이즈 12월 27일 방송
- 포르피린증 포르피리아